# Ted Deutch
Pour les articles homonymes, voir Deutch.
Theodore Eliot Deutch dit Ted Deutch, né le 7 mai 1966 à Bethlehem (Pennsylvanie), est un homme politique américain, élu démocrate de Floride à la Chambre des représentants des États-Unis de 2010 à 2022.

## Biographie
Après des études de droit à l'université du Michigan, Ted Deutch devient avocat. En 2007, il est élu au Sénat de Floride.
Le 13 avril 2010, il est élu à la Chambre des représentants des États-Unis pour terminer le mandat de Robert Wexler (en), démissionnaire, dans le 19e district de Floride. Il est réélu avec 62,6 % des voix au mois de novembre. Sa circonscription devient le 21e district en 2011. Il est réélu en 2012 et 2014 sans opposant républicain.

## Historique électoral

### Chambre des représentants des États-Unis
| Année | Ted Deutch | Républicain | Indépendant |
| ----- | ---------- | ----------- | ----------- |
| Année |            |             |             |
| 2010  | 62,06 %    | 35,21 %     | 2,73 %      |
| 2010  | 62,59 %    | 37,30 %     | —           |
| 2012  | 77,80 %    | —           | 22,2 %      |
| 2014  | 99,63 %    | —           | —           |
| 2016  | 58,94 %    | 41,06 %     | —           |
| 2018  | 62,0 %     | 38,0 %      | —           |
| 2020  | 58,60 %    | 41,39 %     | —           |